# Microplitis fraudulentus
Microplitis fraudulentus är en stekelart som först beskrevs av Papp 1984.  Microplitis fraudulentus ingår i släktet Microplitis och familjen bracksteklar. Inga underarter finns listade i Catalogue of Life.